# يغن
يَغَن أو ياغان (بالإنجليزية: Yagan)‏ (حوالي 1795 - 11 يوليو 1833)، كان محارب وهو أحد سكان أستراليا الأصليون من شعب النونغار. لعب دوراً رئيسياً في بداية المقاومة ضد الاستيطان البريطاني وزعم المنطقة المحيطة التي تعرف حالياً بيرث، الواقعة في أستراليا الغربية.
بعد أن قاد يغن سلسلة من عمليات السطو والسرقات في جميع أنحاء الريف، حيث تم قتل المستوطنين البيض، عرضت الحكومة مكافأة لاعتقاله حياً أو ميتاً. لاحقاً تم قتله من قبل مستوطن شباب يدعى ويليام كيتس، بعد أن أطلق النار عليه. ويعتبر يغن شخصاً بطلاً من قبل شعبه وسكان أستراليا الأصليين.